# Lars Høgh
Pour les articles homonymes, voir Hogh.
Poul Lars Høgh Pedersen, dit Lars Høgh, est un footballeur danois, évoluant comme gardien de but, né le 14 janvier 1959 à Odense et mort le 8 décembre 2021.

## Biographie
En tant que gardien, il fut international danois à 8 reprises (1983-1995).
Il participa à la Coupe du monde de football de 1986. Il fut titulaire dans deux matchs (RFA et Espagne), ne prit pas de but contre la RFA mais encaissa 5 buts contre les ibériques. Le Danemark est éliminé en huitième.
Il participa quelques années plus tard à la Coupe des confédérations 1995, car le Danemark remporta en 1992 le championnat d'Europe de football. Il fut titulaire contre l'Arabie saoudite ainsi que contre le Mexique, mais fut remplacé à la 28e minute par Mogens Krogh, à la suite d'une blessure, par conséquent, il ne joue pas contre l'Argentine en finale. Il remporte ce tournoi.
Il fait partie des joueurs sélectionnés pour l'Euro 1996, mais ne joue aucun match, barré par Peter Schmeichel. Le Danemark pourtant tenant du titre est éliminé au premier tour.
Il joua dans un seul club : l'OB Odense (1977-2000). Il disputa 817 matchs avec ce club, remportant trois fois le championnat danois et trois coupes du Danemark.
Il fut récompensé du titre de « Meilleur gardien danois de l'année » à cinq reprises (en 1986, en 1989, en 1991, en 1993 et en 1994).
Après 2000, il fut directeur sportif pendant trois ans à OB Odense.
Depuis 2008, il était l'entraîneur des gardiens de la sélection danoise. Lars Høgh est mort d'un cancer incurable à l'âge de 62 ans.

## Palmarès
- Championnat du Danemark : 1977, 1982 et 1989
- Coupe du Danemark : 1983, 1991 et 1993
- Coupe des confédérations : 1995
- Gardien danois de l'année : 1986, 1989, 1991, 1993 et 1994